# На расстоянии удара
«На расстоянии удара» (англ. Striking Distance) — американский детектив 1993 года с Сарой Джессикой Паркер и Брюсом Уиллисом в главных ролях.

## Сюжет
Полицейский Том Харди (Брюс Уиллис), переведённый в отряд речной полиции, начинает вести неофициальное расследование по делу серийного убийцы, убивающего светловолосых молодых женщин и убивший капитана Винса Харди. Его версия о преступнике отличается от той, которой придерживаются власти и коллеги. Он уверен, что маньяк — работник полиции (возможно, из бывших), и только его напарница (Сара Джессика Паркер) поддерживает эту идею.

## В ролях
- Брюс Уиллис — детектив Том Харди
- Сара Джессика Паркер — Джо Кристман
- Деннис Фарина — капитан Ник Детилло
- Том Сайзмор — детектив Дэнни Детилло
- Брайон Джеймс — детектив Эдди Эйлер
- Роберт Пасторелли — детектив Джимми Детилло
- Тимоти Басфилд — Тони Сакко
- Джон Махони — капитан Винс Харди
- Андре Брауэр — Франк Моррис
- Том Аткинс — сержант Фред Харди
- Майк Хордж — капитан Пендерман

Первоначально главную роль планировалось отдать Роберту Де Ниро, но в итоге роль отошла Брюсу Уиллису.